# エフエムくしろ
株式会社エフエムくしろは、北海道釧路市一部地域を放送区域として超短波放送（FM放送）をする特定地上基幹放送事業者である。
愛称は特にないが、保有するコミュニティ放送用特定地上基幹放送局の呼出名称は社名と同じエフエムくしろである。

## 概要
放送エリアは釧路市全域（旧阿寒町、阿寒湖温泉、旧音別町を含む釧路一円）及び釧路町、釧路管内。
聴取可能世帯数は約9万世帯、聴取可能人口は約20万5千人。
株主は、大栄産業・阿部ビル・阿部新聞店・三ツ輪商会などの釧路市内の有力企業及び個人 であるが、マスメディア集中排除原則にいう支配関係にあるのは釧路市の有力者の阿部家の個人及び関連企業である。

## 沿革
- 1994年（平成6年）
  - 4月頃 - コミュニティ放送局を10月1日頃に開局するという構想が浮上する。
  - 6月28日 - 株式会社エフエムくしろ設立、本社を大町ビルの釧路日産自動車（当時）本社内に置く。
  - 7月 - 大町1丁目の道東経済センタービルに移転。
  - 8月 - 放送局（現・特定地上基幹放送局）の予備免許取得、出力は1W。
  - 10月6日 - 放送局の免許取得。
  - 11月1日 - 開局、24時間放送を開始。
- 1995年（平成7年）6月16日 - 出力を10Wに増力。
- 2001年（平成13年）10月1日 - 出力を20Wに増力。春採7丁目のコーチャンフォーに移転。
- 2006年（平成18年）11月1日 - 釧路市阿寒町市街地（旧阿寒町）・釧路市阿寒町阿寒湖温泉・釧路市音別町（旧音別町）に中継局を開局。
- 2011年（平成23年）4月1日 - インターネットラジオの配信サイトサイマルラジオで番組配信を開始。
- 2013年（平成25年） - サテライトスタジオを送信所がある釧路市生涯学習センター（まなぼっと幣舞）に釧路市と共同で設置。これは今後東日本大震災級の巨大地震が発生して大津波警報や津波警報が発表された場合や津波に襲われた場合、太平洋とつながっている春採湖にほど近い本社を使うことが出来なくなるための措置である[3][4]。

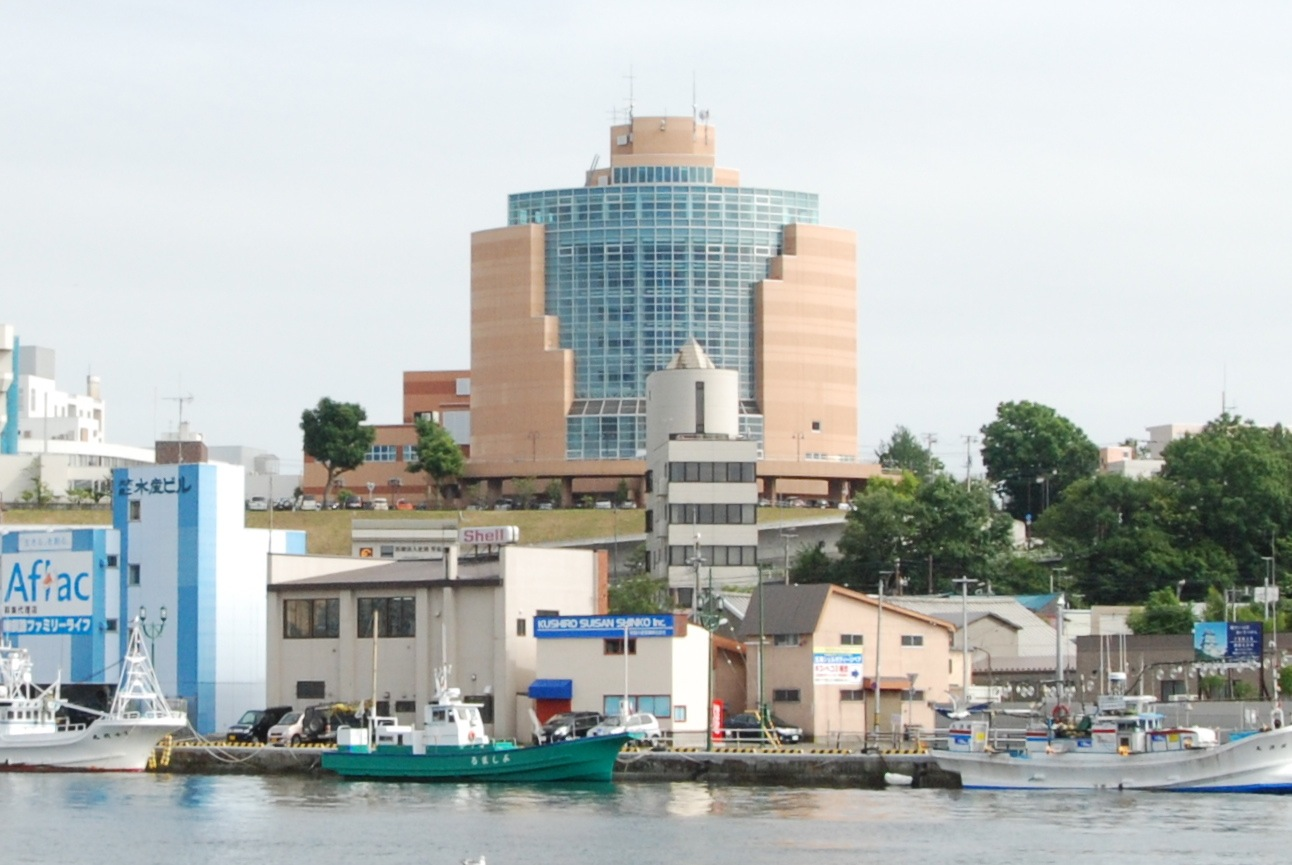
送信所がある釧路市生涯学習センター
「まなぼっと幣舞」

## 内容
地域情報やイベント情報など中心に24時間放送を開局当初から行っているが、コミュニティ放送局としては道内初で、全国でも1993年（平成5年）12月3日に開局した逗子・葉山コミュニティ放送（湘南ビーチFM）に次いで2番目である。なお、2012年3月31日までの深夜を中心とした一部時間帯は、日中に放送されている番組の再放送やCS番組ミュージックバード（旧サテライトミュージック、旧社屋での放送時）や第一興商スターデジオの再送信放送を行っていた。また、旧社屋から放送していた1994年（平成6年）11月1日の開局時から2001年（平成13年）9月30日まで、日曜日の放送は全部CS番組の再送信放送だったが、これは旧社屋の警備上の理由があったための措置である。
1998年（平成10年）4月5日放送分より土曜（2001年（平成13年）10月1日の本社移転後は土曜と日曜）はラジオNIKKEI協力により、中央競馬実況中継を放送していたが、2011年（平成23年）3月27日放送分で終了。4月1日付でサイマルラジオに加盟し、FM放送とともにインターネットラジオとしても同時再送信を行っている。
2012年（平成24年）3月31日放送分をもってサイマル放送を含めたCS番組は終了、翌日放送分から24時間自主放送に切り替えられた。同時に、一部時間帯での再送信だったインターネットラジオの24時間放送も開始した。
2017年7月25日には、釧路市民球場でのプロ野球パシフィック・リーグ公式戦「北海道日本ハムファイターズ対千葉ロッテマリーンズ」を自社制作で中継した。総合司会はエフエムくしろパーソナリティ兼制作部・技術管理部長の鈴木直哉が、解説は北海道釧路工業高等学校元監督の宮古栄吉が、実況はフリーアナウンサーの加藤じろうが担当した。
2019年3月14日には、アジアリーグアイスホッケープレーオフファイナル第3戦PSKサハリン対日本製紙クレインズの試合を、コミュニティFM局としては異例と言える、ロシアユジノサハリンスクから生中継で放送した。この時も実況は加藤が担当している。
2020年4月1日より、一部時間帯でミュージックバードの再送信を再開した。

## 聴取率
ビデオリサーチなどの公式調査での釧路市内エリアのラジオ聴取率は、HBCラジオやSTVラジオと言ったAM放送局がトップになるが、NTT北海道テレマート によるラジオ嗜好調査でのアンケートは、エフエムくしろが開局直後から一貫してトップとなっている。
しかし、2010年（平成22年）3月に実施したインターネット調査では、STVラジオが釧路市内エリアでも聴取率トップとのデータもあり、データのサンプルの取り方により異なるデータが出ることが裏付けられた。

## 自社番組
- モーニングWAVE（月 - 木 7:30 - 11:00）
  - こんにちは赤ちゃん
- アフタヌーンコレクション（月 - 木 12:00 - 14:00）
- 昼下がりのメゾン（月・火 14:00 - 16:00）
- m-breeze（水・木・金 14:00 - 16:00）
- おつかれサンセット（月・火 17:00 - 19:00）
  - 備えて安心
- イブナビ～Evening Navigation（水 17:00 - 19:00、木 17:00 - 18:00）
  - クスろのルンルンブイブイラジオ
  - テツ男テツ子の部屋
- 浅乃家本店一期一会〜夕暮れ時の街〜（木 18:00 - 19:00）
- わくわく♪プラス（金 7:30 - 14:00）
  - ゆうゆう釧路湿原塾（最終週）
- はぴラジ!（第1土曜 10:00 - 14:00、日曜 10:00 - 16:00）
  - Dr.まーぼーのおひさまひろば
- SCHOOL SCRAMBLE（土 14:00 - 15:00）
- FUNKY NOW（月 19:00 - 20:00）
  - 1970年代から1980年代のディスコシーンにスポットを当ててる。
- 長谷川恒希ぶっちゃけ!キャラバン2（月 20:00 - 21:00）
  - 釧路の観光に携わる事業者とのコネクションを持つことを目的に今回、番組を提供する。ホテルや飲食店、交通機関等の事業者とつながることで弊社が提供するチャットボットサービス「Hanna」のユーザーに対してより良いサービスを提供することを目指す。
- 唐川真のサウンド見聞録（火 20:30 - 21:00）
- 大関かんなのD☆TRAVEL（水 19:30 - 20:00）
  - 毎月第2・4水曜日 夜7時30分から生放送&Youtube生配信。ディズニー大好き「大関かんな」とピアニスト「SAYA」。
- FMくしろ×鬼霧シアン 946でしナイト（第2金曜 19:00 - 19:30）
  - FMくしろと釧路Vtuber鬼霧シアンとのコラボ番組。
- 河野玄太の徒然なるままにひぐらし（金 24:00 - 25:00）
- 甘×辛（日 16:00 - 16:30）

## パーソナリティ
エフエムくしろではアナウンサーと呼ばず、パーソナリティと総称する。
- パーソナリティ
  - さとう晴美
  - 鈴木直哉
  - midori
  - 平迫なおこ
  - 田村直子[10]
  - 村田陽平
  - 大関かんな[11]
  - 今りえ
- 社員
  - 桶谷武志
- 客員
  - 淺乃家本店
  - 学生パーソナリティ[12]